# Vuelo 2133 de Malaysia Airlines
El Vuelo 2133 de Malaysia Airlines (MH2133) fue un vuelo que se estrelló el 15 de septiembre de 1995, y costó la vida de 34 personas. El avión se estrelló en un barrio pobre en Malasia durante la aproximación. Este fue el primer accidente de un Fokker 50.

## Aeronave
El avión era un Fokker 50 de cinco años de antigüedad con código de matrícula 9M-MGH y número de serie del fabricante 20174. El avión estaba equipado con dos motores Pratt & Whitney Canada y había acumulado un total de 17.483 ciclos de vuelo.

## Tripulación de vuelo
El capitán del vuelo era Wong Khang Lock de 40 años, que había acumulado un total de 4.892 horas, de las cuales 427 horas fueron en el Fokker F27. Tenía certificados de vuelo y médicos válidos. El primer oficial del vuelo era Su Tiong Hee de 28 años, que había acumulado un total de 1.162 horas, de las cuales 962 fueron en el Fokker F27.

## Accidente
El avión involucrado era un Fokker 50 de 5 años y 7 meses fabricado en 1990 con el número de cola 9M-MGH. Había 49 pasajeros, dos pilotos y dos tripulantes de cabina a bordo del avión. El tiempo de vuelo programado fue de una hora. 
A las 12:22 hora local, mientras la aeronave se acercaba a la pista 17 en el aeropuerto de Tawau, aterrizó a 500 metros fuera de la pista y se estrelló contra una barriada al margen del aeropuerto. Hubo 34 muertos y 19 personas sobrevivieron.